# Bataille de Bordeaux (732)
Invasion omeyyade en France
Batailles
La bataille de Bordeaux met aux prises en 732 le Califat omeyyade et le Duché d'Aquitaine. La victoire qu'y obtiennent les Omeyyades durant la présence sarrasine au nord des Pyrénées est importante et leur permet de continuer leur campagne plus au nord.

## Contexte
À la suite de leur défaite à la bataille de Toulouse en 721, les arabo-berbères arrêtent momentanément leurs attaques au-delà des Pyrénées pour reconstituer leurs forces. En 730, ʿAbd Ar-Raḥmān ibn ʿAbd Allāh Al-Ġāfiqiyy est nommé gouverneur d'Al-Andalus. Il met sur pied une grande armée, afin de conquérir le Royaume franc. Il rassemble l'armée à Pampelune et traverse les Pyrénées par l'ouest, passant par Roncevaux. Avançant à grande vitesse, il traverse l'Aquitaine et arrive jusqu'à Bordeaux.

### Forces en présence
L'armée musulmane a été estimée entre 70 000  et   80 000, et a battu celle d'Eudes, d'après Benett. Malgré tout, ce genre d'estimations dans la tradition des chroniques médiévales semble largement exagérée. Néanmoins, les forces d'Eudes ont été sévèrement battues.

## Déroulement
Le commandant de la garnison de la ville meurt au cours de la bataille et la ville est prise. Les troupes d'Eudes, le duc d'Aquitaine, fuient en suivant le cours de la Garonne (ou de la Dordogne), mais sont rattrapées par les Omeyyades, qui leur infligent de lourdes pertes.

## Conséquences
À la suite de cette défaite qui décime l'armée aquitaine, Eudes décide de demander l'aide de son ennemi Charles Martel afin de contenir l'avancée des omeyyades. Après quoi, les musulmans ont pillé de riches monastères du nord de l'Aquitaine, avant de stopper leur marche devant Tours, une ville réputée pour détenir une grande richesse et des trésors abondants. Les omeyyades sont vaincus par les Francs et les Aquitains à la bataille de Poitiers la même année.